# William Kamkwamba

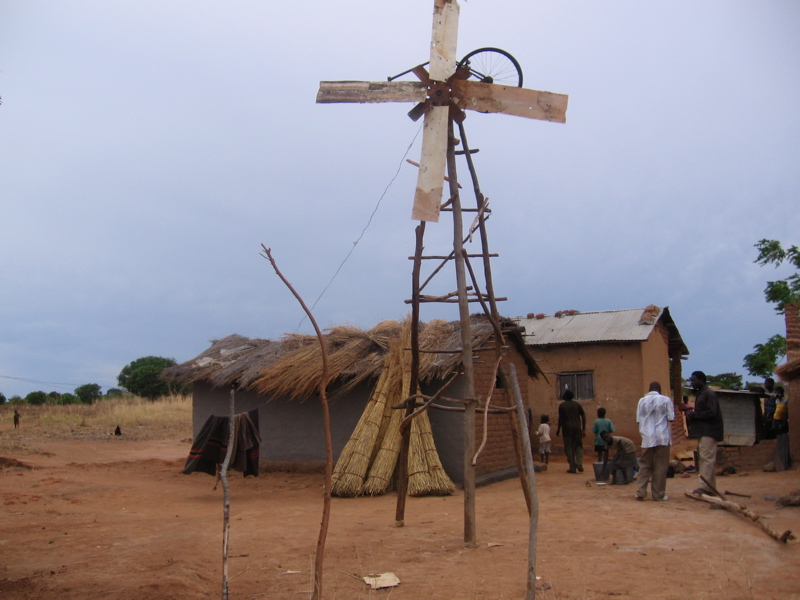
La première éolienne.

William Kamkwamba (né le 5 août 1987) est un inventeur malawite, ingénieur et auteur. Il devient célèbre dans son pays en 2006, lorsqu'il construit une éolienne pour alimenter en électricité sa maison familiale, sise à Wimbe (32 km à l'est de Kasungu), en utilisant un tronc d'eucalyptus, des morceaux de bicyclette et du matériel récupéré dans une décharge voisine. Ensuite, il construit une pompe à eau, mue par l'énergie solaire, qui fournit pour la première fois l'eau potable à son village ; il bâtit aussi deux autres éoliennes, la plus haute mesurant douze mètres.

## Biographie et carrière
William Kamkwamba naît dans une famille plutôt pauvre, qui vit grâce à l'agriculture. Il aime jouer avec ses amis, Gilbert et Geoffrey, en bricolant avec des matériaux de récupération. Selon son autobiographie, The Boy Who Harnessed the Wind, son père est un homme rude et bagarreur, qui change après s'être converti au christianisme. En 2001, une terrible famine l'oblige à quitter l'école et il ne peut plus y retourner car sa famille est incapable de payer les frais de scolarité. Dans un effort désespéré pour continuer sa formation, il commence à fréquenter assidûment la bibliothèque du village. C'est à cette occasion qu'il se découvre une véritable passion pour l'électronique. Il avait auparavant créé une petite entreprise de réparation de radios, qui ne lui rapportait que peu d'argent.

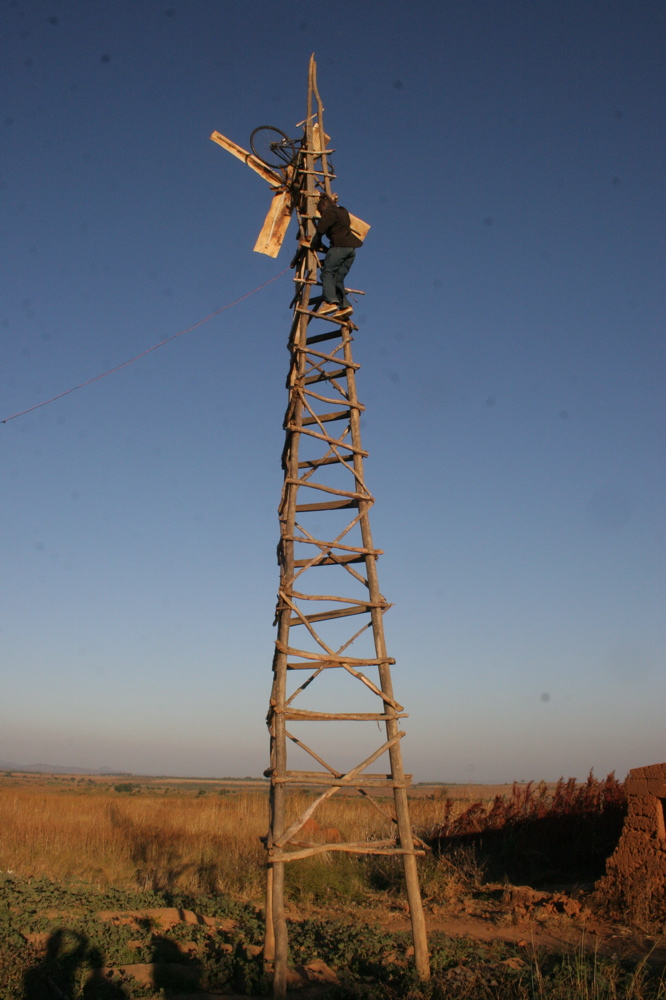
Une éolienne construite plus récemment par William Kamkwamba.

En 2002, à l'âge de 14 ans, William Kamkwamba, après avoir lu un livre intitulé Using Energy (« Utiliser l'énergie »), expérimente en bricolant une petite éolienne de fortune avec une dynamo bon marché qui fournit un peu d'électricité à la maison familiale. Les fermiers et les journalistes locaux s'intéressent à ce « dispositif tournant » et la renommée de Kamkwamba explose au niveau international. Le blogue Hacktivate écrit à son propos et il prend part au premier événement consacré à l'innovation et l'ingéniosité, appelé Maker Faire Africa (en), en août 2009 au Ghana.
En 2010, Kamkwamba est l'un des quatre récipiendaires du prix Go Ingenuity Award, décerné par l'ONG américaine GO Campaign (en) à des inventeurs, artistes et fabricants afin de promouvoir le partage d'innovations et de compétences avec la jeunesse marginalisée des pays développés. Avec l'argent du prix, il met en place des ateliers pour les jeunes gens de son village natal, leur apprenant comment fabriquer des éoliennes et des pompes pour l'eau.
En 2007, William Kamkwamba intègre un cursus universitaire intensif de deux années, combinant un programme de niveau A (fin d'études secondaires) de l'université de Cambridge avec un programme en leadership, entrepreneuriat et études africaines dispensé par l'African Leadership Academy (en) de Johannesbourg, en Afrique du Sud. Il poursuit ses études au Dartmouth College jusqu'en 2014,.

## Célébrité

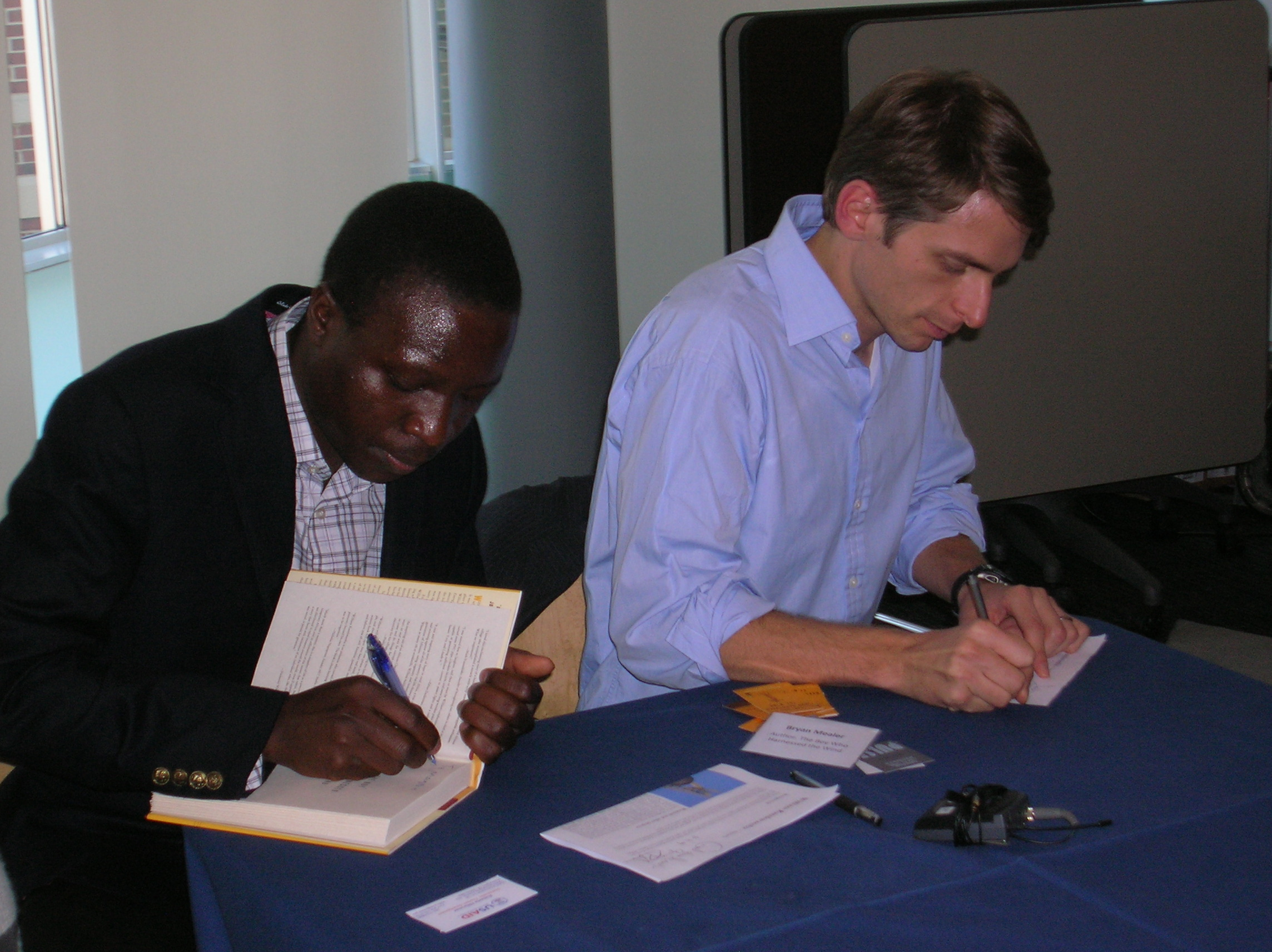
William Kamkwamba lors d'une séance de dédicace.

Lorsque, en novembre 2006, le journal The Daily Times édité à Blantyre écrit un article sur l'éolienne de Kamkwamba, l'histoire se répand dans la blogosphère et Emeka Okafor, directeur des conférences TED, invite William Kamkwamba à prononcer une conférence au TEDGlobal 2007, à Arusha, en Tanzanie. Son allocution provoque l'enthousiasme et plusieurs gérants de fonds de capital risque promettent d'aider à financer son éducation secondaire. Son histoire est reprise par Sarah Childress du Wall Street Journal. Il intègre l'African Bible Colleges (en) à Lilongwe. Il reçoit ensuite une bourse pour étudier à l'African Leadership Academy et, en 2014, il sort diplômé (Bachelor of Arts degree in Environmental Studies) du Dartmouth College aux États-Unis.
Parmi d'autres apparitions publiques, William Kamkwamba est interviewé dans l'émission télévisée The Daily Show, le 7 octobre 2009, où on le compare au héros de fiction MacGyver pour son impressionnante ingéniosité scientifique. En 2011, il participe à la séance d'inauguration du Google Science Fair (en) en tant qu'orateur invité.
Le livre de William Kamkwamba, The Boy Who Harnessed the Wind, est sélectionné en 2013 pour le prix 1 Book, 1 Community, décerné par le réseau des bibliothèques publiques du comté de Loudoun en Virginie. 1 book, 1 community est un programme de lecture promouvant le dialogue et le partage d'expérience grâce à des discussions concernant un ouvrage. Des exemplaires de l'ouvrage sont achetés par les bibliothèques et fonds d'aide à cette occasion,.
Il est le sujet d'un film documentaire, William and the Windmill, qui obtient en 2013 le grand prix du jury du meilleur documentaire au festival du film South by Southwest à Austin, au Texas.
En 2013, le magazine Time le mentionne parmi les « 30 personnes de moins de 30 ans qui changent le monde ».
En 2010, The Boy Who Harnessed the Wind avait été sélectionné comme lecture obligatoire pour les nouveaux étudiants par un département de l'Université de Floride. En 2014, c'est de nouveau le cas à l'université d'Auburn et à l'université du Michigan. L'auteur fait à ces occasions une apparition dans les universités concernées pour discuter du livre et de sa vie,.
En 2019, The Boy Who Harnessed the Wind fait l'objet d'un film nommé en français Le Garçon qui dompta le vent. Écrit, réalisé et interprété par Chiwetel Ejiofor, le film reçoit le prix de la Fondation Alfred P. Sloan au festival Sundance.